# Alphonse Bonhoure
Pour les articles homonymes, voir Bonhoure (homonymie).
Louis Alphonse Bonhoure, né le 2 juillet 1864 à Nîmes (France) et mort le 9 ou le 10 janvier 1909 à Saïgon (Indochine), est un avocat puis administrateur colonial français.

## Biographie
Il est avocat auprès de la cour d'appel de Paris entre 1883 et 1891.
Il commence une carrière d'administrateur colonial en tant que commis de résidence de 2e classe au Tonkin le 1er juin 1891. Le 1er mars 1892 il devient sous-chef de cabinet du gouverneur général de l'Indochine, et chef de cabinet le 1er décembre 1894.
Le 9 juin 1896, il est nommé secrétaire général de la Côte d'Ivoire par intérim, titularisé le 18 mars 1897, puis secrétaire général de la Guyane le 3 mars 1899.

Le 18 septembre 1900 il est nommé gouverneur de la Côte française des Somalis, et prend son poste en décembre. Il devient gouverneur de 2e classe en décembre 1902. Il quitte Djibouti en juin 1904, et devient gouverneur de la Martinique.

En mars 1907, il est nommé résident supérieur en Indochine, puis lieutenant gouverneur de Cochinchine en juin, et résident supérieur au Tonkin.
Alphonse Bonhoure est instruit en zoologie et est membre correspondant du Muséum national d'histoire naturelle. 
Il se suicide le 9 ou le 10 janvier 1909 à Saïgon en Indochine. En 1955, aux suites de l'indépendance du Sud-Vietnam, ses restes sont transférés du cimetière français de Saïgon à Nîmes.

## Distinctions
- Officier de la Légion d'honneur (22 juillet 1906)
  -  Chevalier de la Légion d'honneur (15 juillet 1899)